# Rotwelsch
Rotwelsch ou Rodi (também conhecida, em alemão, como Gaunersprache) é uma língua mista derivada da língua alemã e do romani. Pode ser inteligível com variantes nacionais de romani.

## História
O romani provavelmente foi levado de maneira significativa à Alemanha pela migração.
Atualmente, têm poucos falantes, sendo possível que esteja linguisticamente morta.